# VIIIe législature du Parlement de La Rioja
La VIIIe législature du Parlement de La Rioja est un cycle parlementaire du Parlement de La Rioja, d'une durée de quatre ans, ouvert le 16 juin 2011 à la suite des élections du 22 mai précédent, et clos le 31 mars 2015.

## Bureau
| Poste                   | Titulaire              | Parti | Parti |
| ----------------------- | ---------------------- | ----- | ----- |
| Président               | José Ignacio Ceniceros |       | PP    |
| Premier vice-président  | Luis Martínez-Portillo |       | PP    |
| Seconde vice-présidente | Inmaculada Ortega      |       | PSOE  |
| Première secrétaire     | Raquel Sáenz           |       | PP    |
| Second secrétaire       | José Ángel Lacalzada   |       | PSOE  |

## Groupes parlementaires
| Nom | Nom               | Début | Fin | Porte-parole                                                                        |
| --- | ----------------- | ----- | --- | ----------------------------------------------------------------------------------- |
|     | Groupe populaire  | 20    | 20  | Carlos Cuevas                                                                       |
|     | Groupe socialiste | 11    | 11  | Francisco Martínez-Aldama Francisco Rodríguez (28/12/2011) Pablo Rubio (12/03/2012) |
|     | Groupe mixte      | 2     | 2   | Miguel González                                                                     |

## Commissions parlementaires
| Commission                                                                                         | Président                     | Parti | Parti |
| -------------------------------------------------------------------------------------------------- | ----------------------------- | ----- | ----- |
| Commissions permanentes législatives                                                               |                               |       |       |
| Commission de la Justice, de la Jeunesse et du Sport                                               | Esther Agustín                | PP    |       |
| Commission des Finances et du Budget                                                               | Félix Caperos                 | PSOE  |       |
| Commission des Travaux publics, de la Politique locale et territoriale                             | Diego Rodríguez               | PP    |       |
| Commission de l'Éducation, de la Culture et du Tourisme                                            | Yolanda Preciado              | PP    |       |
| Commission de l'Agriculture, de l'Élevage et de l'Environnement                                    | José Vadillo                  | PP    |       |
| Commission de la Santé et des Services sociaux                                                     | Juan Antonio Abad             | PP    |       |
| Commission de la Santé et des Services sociaux                                                     | Valentín Jiménez (01/02/2012) | PP    |       |
| Commission de l'Industrie, de l'Innovation et de l'Emploi                                          | Noemí Manzanos                | PP    |       |
| Commissions permanentes non-législatives                                                           |                               |       |       |
| Commission du Règlement et du Statut du député                                                     | José Ignacio Ceniceros        | PP    |       |
| Commission institutionnelle, du Développement du statut et du Régime des administrations publiques | Ana González                  | PP    |       |
| Commission institutionnelle, du Développement du statut et du Régime des administrations publiques | Lucía Herce (02/02/2012)      | PP    |       |
| Commission des Pétitions et de la Défense du citoyen                                               | Ana González                  | PP    |       |

## Gouvernement et opposition
| Candidat        | Date                                    | Vote       |    |      |    | Résultat |
| Candidat        | Date                                    | Vote       | PP | PSOE | PR | Résultat |
| Pedro Sanz (PP) | 22 juin 2011 (majorité absolue requise) | Oui        | 20 |      |    | 20 / 33  |
| Pedro Sanz (PP) | 22 juin 2011 (majorité absolue requise) | Non        |    | 11   |    | 11 / 33  |
| Pedro Sanz (PP) | 22 juin 2011 (majorité absolue requise) | Abstention |    |      | 2  | 2 / 33   |

## Désignations

### Sénateurs
| Parti | Parti | Sénateurs désignés        | Voix |
| ----- | ----- | ------------------------- | ---- |
| PP    |       | Conrado Escobar Las Heras | 22   |

- Désignation : 5 juillet 2011.
- Conrado Escobar (PP) est remplacé le 2 décembre 2011 par Ana Lourdes González García avec 19 voix favorables.
  - Ana González (PP) remet sa démission le 17 juin 2015 mais n'est pas remplacée.